# Effet tranchée
 (juin 2017).
Si vous disposez d'ouvrages ou d'articles de référence ou si vous connaissez des sites web de qualité traitant du thème abordé ici, merci de compléter l'article en donnant les références utiles à sa vérifiabilité et en les liant à la section « Notes et références ».
L'effet tranchée est un phénomène de propagation du feu mis en évidence lors de l'incendie de la station de métro King's Cross St. Pancras à Londres survenu le 18 novembre 1987 où un léger incendie s'est propagé de manière exceptionnelle à une partie entière de la station.
L'effet repose sur deux autres phénomènes bien connus mais bien distincts : l'effet Coandă et l'embrasement généralisé éclair.

## Découverte du phénomène

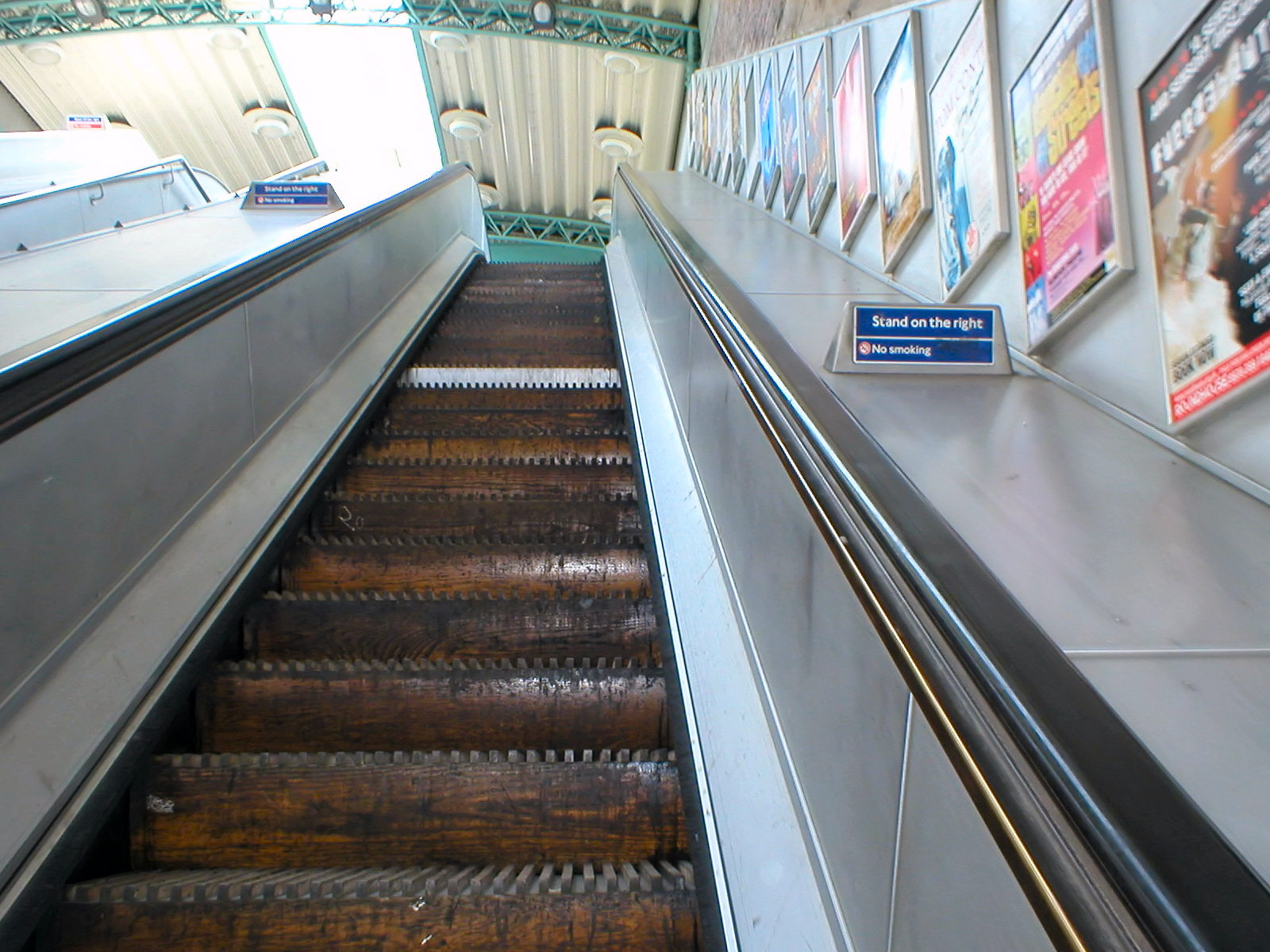
Escalier mécanique en bois similaire à celui de la catastrophe de King's Cross St. Pancras

L'incendie de la station de métro King's Cross St. Pancras du 18 novembre 1987 tua 31 personnes. L'enquête montra que l'incendie est parti d'une allumette mal éteinte, jetée sur un des escaliers mécanique en bois de la station. L'allumette a glissé entre les marches et a embrasé la graisse de lubrification du rail de guidage de l'escalier mécanique. Si habituellement, la graisse ne peut s'enflammer de la sorte, le mélange de poussière et de détritus issu de dizaines d'années de fonctionnement rend le mélange facilement inflammable.
Des flammes d'environ 1,5 m de hauteur sont apparues entre les marches en bois avant que celles-ci ne s'embrasent à leur tour. L'escalier ayant auparavant été arrêté par le signal d'alarme actionné par les passants à l'apparition des premières flammes.
Les pompiers de Londres, évacuent la station, pensant pouvoir maîtriser facilement un incendie d'aussi faible ampleur. C'est alors qu'au bout de quelques minutes et de manière inexpliquée, une boule de flammes surgit au sommet de l'escalier et embrase le hall sur lequel donne l'escalator, provoquant la catastrophe meurtrière (31 victimes).
Des modèles numériques furent utilisés lors de l'enquête, mais le résultat semblait incohérent, tellement il semblait surprenant. Une reconstitution taille réelle de l'escalier mécanique fut alors utilisée pour reproduire l'incendie sous contrôle d'experts. Cette reconstitution confirma le phénomène prédit par les modèles numériques et concordait avec les descriptions des témoins de la catastrophe de King's Cross.
Après quelques minutes, les flammes plutôt que de s'élever verticalement, se plaquent le long de la surface inclinée, en l’occurrence les marches supérieures de l'escalier mécanique. Cela à pour effet de surchauffer sur quelques mètres les marches en amont de l'incendie. Lorsque la température des marches atteint un point critique, celle-ci s'embrasent très rapidement et l'incendie s’intensifie, jusqu'à atteindre le sommet avec une vitesse relativement importante, donnant l'image d'une boule de feu sortant de l'escalator.

## Explication du phénomène
Lorsqu'un incendie (aussi petit soit-il) naît sur une surface inclinée et fermée sur les côtés - comme sur les marches en bois d'un escalator avec des flancs en tôles - le phénomène de tranchée apparaît. Les vapeurs brûlantes s'engouffrent dans la tranchée et chauffent les parois. Le feu est alors de faible ampleur et semble contrôlable. Les flammes s'élèvent verticalement en l'absence de vent. Après quelques minutes, la température des parois (et notamment de la surface au sol) atteint un stade critique. C'est alors que les flammes semblent se coucher vers le sommet de la surface inclinée (dans le sens du courant d'air), embrasant très rapidement toute la tranchée. On a alors l'effet d'une boule de flamme à l'extrémité de la tranchée.